# نوبل جوهانسون
نوبل جوهانسون (بالإنجليزية: Noble Johnson)‏ هو كاتب سيناريو وممثل أمريكي، ولد في 18 أبريل 1881 بمارشال في الولايات المتحدة، وتوفي في 9 يناير 1978 بيوكيبا في الولايات المتحدة.

## أعمال

### أفلام
- (1923) الوصايا العشر
- (1924) الملاح
- (1924) لص بغداد
- (1925) بن هور
- (1932) اللعبة الأكثر خطورة
- (1933) ابن كونغ[2][3]
- (1933) كينغ كونغ[4][5]
- (1935) حياة الرماح البنغالية
- (1937) الأفق المفقود
- (1942) كتاب الأدغال
- (1950) لبست الشريط الأصفر

## وصلات خارجية
- نوبل جوهانسون على موقع IMDb (الإنجليزية)
- نوبل جوهانسون على موقع ألو سيني (الفرنسية)
- نوبل جوهانسون على موقع أول موفي (الإنجليزية)
- نوبل جوهانسون على موقع قاعدة بيانات الأفلام السويدية (السويدية)
- نوبل جوهانسون على موقع قاعدة بيانات الفيلم (الإنجليزية)
- نوبل جوهانسون على موقع كينوبويسك (الروسية)